# Makoto Oda
Makoto Oda (網田 慎 Oda Makoto?), född 28 april 1989 i Kumamoto prefektur, är en japansk före detta fotbollsspelare.
Oda började sin karriär 2008 i Roasso Kumamoto. 2010 flyttade han till AC Nagano Parceiro. Efter AC Nagano Parceiro spelade han för Artista Tomi. Han avslutade karriären 2012.